# Hrabovec nad Laborcom
Hrabovec nad Laborcom es un municipio del distrito de Humenné en la región de Prešov, Eslovaquia, con una población estimada a final del año 2024 de 493 habitantes.
Se encuentra ubicado al sureste de la región, cerca de los ríos Cirocha y Laborec (cuenca hidrográfica del río Tisza) y de la frontera con la región de Košice.

## Demografía
| Año        | 1994 | 2004    | 2014    | 2024    |
| ---------- | ---- | ------- | ------- | ------- |
| Población  | 578  | 591     | 538     | 493     |
| Diferencia |      | +2,24 % | −8,96 % | −8,36 % |

| Año        | 2023 | 2024   |
| ---------- | ---- | ------ |
| Población  | 500  | 493    |
| Diferencia |      | −1,4 % |